# ジェイソン・リチャードソン
ジェイソン・アンソニー・リチャードソン（Jason Anthoney Richardson, 1981年1月20日 - ）は、アメリカ合衆国・ミシガン州サギノー出身の元プロバスケットボール選手。NBAスラムダンクコンテストで2002年、2003年と2年連続で優勝した。身長198cm、体重102kg。ポジションはシューティングガード。愛称は"J-Rich"。

## 大学時代
同じくNBA入りしたモリス・ピーターソン、チャーリー・ベル、マティーン・クリーブスと共に大学のチームであるミシガンステート・スパルタンズをNCAAナショナルチャンピオンシップ優勝に導いた。

## NBA
2001年のNBAドラフトによってゴールデンステート・ウォリアーズに1巡目5位で指名され入団。2002年4月16日のサクラメント・キングス戦で自身初の40得点を記録した。新人王の投票では、パウ・ガソル、リチャード・ジェファーソンに次ぐ3位だった。
2006年3月10日のマイアミ・ヒート戦で自己最多の44得点を記録した。2005-06シーズンの1試合平均23.2得点はリーグ13位の成績だった。しかしフリースロー成功率は67.3%とシューティングガードのフリースロー成功率としてはワースト3に入るものだった。
2007年6月28日、NBAドラフト当日のブランダン・ライトの交渉権とのトレードによってシャーロット・ボブキャッツへ移籍した。
2008年12月10日、ラジャ・ベル、ボリス・ディアウとの交換トレードで、ジャレッド・ダドリーと共にフェニックス・サンズに移籍。
2010年のプレーオフのポートランド・トレイルブレイザーズとの1回戦の第3試合では42得点の大活躍だった。
2010年12月18日、3球団 (フェニックス・サンズのほか、オーランド・マジック、ワシントン・ウィザーズ) が絡むトレードにより、ヒド・ターコルー、アール・クラークとともに、ヴィンス・カーター、ミカエル・ピートラス、マルチン・ゴルタット+2011年ドラフト1順目指名権､現金との3対3+のトレードで、オーランド・マジックに移籍。
2012年8月10日、4チームによる大型トレードでフィラデルフィア・セブンティシクサーズに移籍した。しかし、2013年1月に左膝の手術を行い、その後の試合と2013-14シーズンを全休。更に2014-15シーズンも、シーズン開幕前に右足の疲労骨折が発覚したために開幕から欠場を余儀無くされていたが、2015年2月20日の対インディアナ・ペイサーズ戦でに2年振りに復帰した。
2015年8月15日、アトランタ・ホークスとシーズンキャンプに関する無保証契約を結び、NBA生き残りを賭けたラストチャンスに挑むところだったが、9月23日、引退を決め、Instagramにかつて所属したウォリアーズ、ボブキャッツ、サンズ、マジック、76ersでのプレー画像に、引退報告のメッセージを添えて投稿した。

## プレースタイル
最大の長所は、爆発的な身体能力を生かしたドライブとダンクシュートである。スラムダンクコンテストを2連覇し、リーグ屈指のスラムダンカーとして名高い。さらに最近はシューターとしての能力を開花させ、重要な場面で3ポイントやミドルレンジからのシュートを沈めている。しかしフリースローは通算70.7%と苦手としている。また身体能力の高さのわりにディフェンスを苦手にしており、2008-09シーズン途中にシャーロット・ボブキャッツからフェニックス・サンズに放出されたのは、ラリー・ブラウンにディフェンスの能力の低さを疎遠されたからだと言われている。

## 有名なプレー
2006年3月23日のダラス・マーベリックス戦、4.7秒を残しウォリアーズは2点リードを許していた。マーベリックスはフリースローのチャンスだったがジェイソン・テリーが失敗し、そのリバウンドをリチャードソンが掴んだ。そしてそのままコート上を駆け抜けスピンムーブで相手を抜き去り、試合終了のブザーが鳴りながら3ポイントシュートを沈めた。この場面はNBA.comのブザービーターベスト10の第1位に選ばれた。

## ダンクコンテスト
NBAオールスターゲーム前夜に行われるスラムダンクコンテストで2002年、2003年と2年連続で優勝している。2003年はレッグスルー・リバース・ワンハンドダンクという高度な技を決め、大きな話題となった。当時、連覇を成し遂げた人物は2人しかおらず、残る一人はマイケル・ジョーダンである。(後に2009年、2010年にネイト・ロビンソンが、2015年、2016年にザック・ラビーン、が2連覇を達成、2023年、2024年、2025年にマック・マクラングが3連覇を達成し、現在は5人)

## 個人成績

### NBA

#### レギュラーシーズン
| シーズン  | チーム | GP  | GS  | MPG  | FG%  | 3P%  | FT%  | RPG | APG | SPG | BPG | TO  | PPG  |
| --------- | ------ | --- | --- | ---- | ---- | ---- | ---- | --- | --- | --- | --- | --- | ---- |
| 2001–02   | GSW    | 80  | 75  | 32.9 | .426 | .333 | .671 | 4.3 | 3.0 | 1.3 | .4  | 2.0 | 14.4 |
| 2002–03   | GSW    | 82  | 82  | 32.9 | .410 | .368 | .764 | 4.6 | 3.0 | 1.1 | .3  | 2.2 | 15.6 |
| 2003–04   | GSW    | 78  | 78  | 37.6 | .438 | .282 | .684 | 6.7 | 2.9 | 1.1 | .5  | 2.5 | 18.7 |
| 2004–05   | GSW    | 72  | 72  | 37.8 | .446 | .338 | .693 | 5.9 | 3.9 | 1.5 | .4  | 2.3 | 21.7 |
| 2005–06   | GSW    | 75  | 75  | 38.4 | .446 | .384 | .673 | 5.8 | 3.1 | 1.3 | .5  | 2.2 | 23.2 |
| 2006–07   | GSW    | 51  | 49  | 32.8 | .417 | .365 | .657 | 5.1 | 3.4 | 1.1 | .6  | 1.6 | 16.0 |
| 2007–08   | CHA    | 82* | 82* | 38.4 | .441 | .406 | .752 | 5.4 | 3.1 | 1.4 | .7  | 2.0 | 21.8 |
| 2008–09   | CHA    | 14  | 14  | 35.1 | .441 | .458 | .745 | 4.1 | 2.6 | 1.0 | .2  | 1.7 | 18.7 |
| 2008–09   | PHX    | 58  | 57  | 33.1 | .488 | .383 | .778 | 4.5 | 1.9 | 1.1 | .4  | 1.2 | 16.4 |
| 2008-09計 | PHX    | 72  | 71  | 33.5 | .477 | .397 | .769 | 4.4 | 2.0 | 1.1 | .4  | 1.3 | 16.8 |
| 2009–10   | PHX    | 79  | 76  | 31.5 | .474 | .393 | .739 | 5.1 | 1.8 | .8  | .4  | 1.2 | 15.7 |
| 2010–11   | PHX    | 25  | 25  | 31.8 | .470 | .419 | .764 | 4.4 | 1.4 | 1.1 | .1  | 1.2 | 19.3 |
| 2010–11   | ORL    | 55  | 55  | 34.9 | .433 | .384 | .701 | 4.0 | 2.0 | 1.2 | .2  | 1.2 | 13.9 |
| 2010-11計 | ORL    | 80  | 80  | 33.9 | .447 | .395 | .730 | 4.1 | 1.8 | 1.2 | .2  | 1.2 | 15.6 |
| 2011–12   | ORL    | 54  | 54  | 29.5 | .408 | .368 | .594 | 3.6 | 2.0 | 1.0 | .4  | 1.1 | 11.6 |
| 2012–13   | PHI    | 33  | 33  | 28.4 | .402 | .341 | .606 | 3.8 | 1.5 | 1.2 | .5  | .8  | 10.5 |
| 2013–14   | PHI    | 19  | 15  | 21.9 | .348 | .323 | .773 | 3.5 | 2.0 | .7  | .2  | .8  | 9.1  |
| 通算      | 通算   | 857 | 842 | 34.1 | .438 | .370 | .707 | 5.0 | 2.7 | 1.2 | .4  | 1.8 | 17.1 |

- 2011-2012シーズンは66試合で打ち切り

#### プレーオフ
| シーズン | チーム | GP | GS | MPG  | FG%  | 3P%  | FT%   | RPG | APG | SPG | BPG | TO  | PPG  |
| -------- | ------ | -- | -- | ---- | ---- | ---- | ----- | --- | --- | --- | --- | --- | ---- |
| 2007     | GSW    | 11 | 11 | 38.9 | .476 | .354 | .704  | 6.7 | 2.0 | 1.3 | .5  | 2.2 | 19.1 |
| 2010     | PHI    | 16 | 16 | 33.3 | .502 | .475 | .759  | 5.4 | 1.1 | 1.1 | .3  | .6  | 19.8 |
| 2011     | ORL    | 5  | 5  | 30.6 | .333 | .320 | 1.000 | 4.0 | 1.2 | .6  | .4  | .6  | 10.0 |
| 2012     | ORL    | 5  | 5  | 29.6 | .396 | .370 | .417  | 3.8 | 1.0 | 1.2 | .4  | 1.2 | 11.4 |
| 通算     | 通算   | 37 | 37 | 34.1 | .465 | .404 | .724  | 5.4 | 1.4 | 1.1 | .4  | 1.2 | 17.1 |

## その他
ウォリアーズ時代のチームメイトだったバロン・デイビスとはプライベートでも非常に仲が良い。